# Arctophila
- Commons
- Wikispecies

Arctophila  Rupr.) Andersson é um género botânico pertencente à família Poaceae, subfamília Pooideae, tribo Poeae.
O gênero é constituído por aproximadamente 15 espécies. Ocorrem na Europa, Ásia e América do Norte.

## Principais espécies
- Arctophila brizoides Holm
- Arctophila chrysantha Holm
- Arctophila effusa Lange
- Arctophila fulva (Trin.) Andersson
- Arctophila gracilis Holm
- Arctophila laestadii Rupr.
- Arctophila pendulina (Laest.) Andersson
- Arctophila trichopoda Holm
- «PPP-Index Lista de espécies»